# Осма далматинска бригада
Осма далматинска бригада формирана је 10. септембра 1943. године у селу Сраток (данас Богдановићи) од Шибенског НОП одреда и нових бораца из Шибеника и околине. Позната је и под називом Шибенска бригада. Приликом оснивања њену формацију сачињавао је Штаб, четири батаљона и приштапске јединице са укупно 890 бораца, од тога 71 жена. У саставу 20. далматинске дивизије била је, од њеног оснивања, октобра 1943. до краја рата.
Учествовала је у борби против немачке 114. и 264. дивизије на правцима Шибеник-Трогир и Дрниш-Мућ-Сплит. Успешно је бранила правац Сињ-Пролог. Бранила је правце од Шибеника према Перковићу и Трогиру током октобра и новембра 1943. и у тим борбама претрпела значајне губитке. У децембру за време операције „Цитен“ бранила је правац Сињ - Вагањ - Ливно Почетком марта 1944. нашла се у тешкој ситуацији услед концетричног немачког напада између Перковића и Трогира, и приликом извлачења претрпела је значајне губитке. У априлу је учествовала у борбама за Врлику, а у јулу 1944. спречила је продор немачких снага од Сиња, Пролога и Врлике према Динари. Крајем јула 1944. ослободила је Врличку крајину: Током офанзиве за ослобођење Далмације крајем октобра ослободила је Хрваце и Сињ и учествовала у уништењу усташко-домобранске групације „Цетина“. Учествовала је у Книнској операцији.
У завршним операцијама учествује у ослобођењу Бихаћа. Заједно с Кочевском групом бригада уништила је јаче четничке снаге у Бањској Локи. Истакла се у уличним борбама у Трсту од 30. априла. 
Одликована је Орденом заслуга за народ са златном звездом и Орденом братства и јединства са златним венцем.